# سولگرد
سولگرد (به ترکی آذربایجانی: Solqard) یک منطقهٔ مسکونی در جمهوری آذربایجان است که در شهرستان یاردیملی واقع شده‌است.